# Monodora myristica
Monodora myristica (Gaertn.) Dunal – gatunek rośliny z rodziny flaszowcowatych (Annonaceae Juss.). Występuje naturalnie w Afryce na obszarze od Liberii po Kamerun. Ponadto jest uprawiany w innych częściach świata. Gatunek ten został zawleczony na Karaiby wraz z afrykańskimi niewolnikami. 

## Morfologia

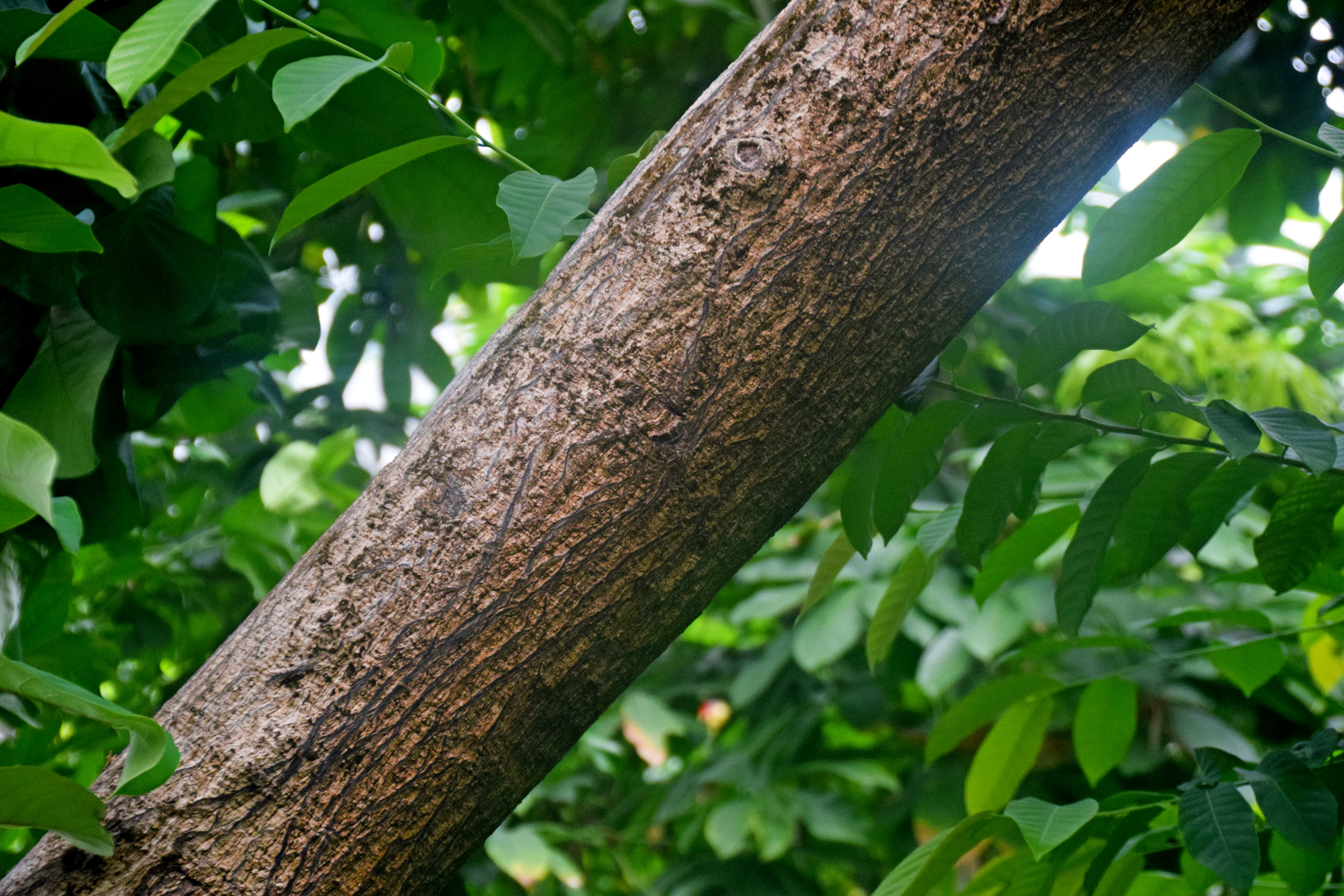
Konar drzewa

PokrójZimozielone drzewo dorastające do 20 m wysokości.
LiścieMają kształt od eliptycznego do odwrotnie jajowato eliptycznego. Mierzą 15–45 cm długości oraz 5–20 cm szerokości. Są prawie skórzaste. Nasada liścia jest zaokrąglona. Blaszka liściowa jest o spiczastym wierzchołku.
KwiatyPojedyncze, zwisające, osadzone na długich szypułkach. Działki kielicha mają lancetowaty kształt i dorastają do 35 mm długości. Płatki zewnętrzne mają żółtą barwę z czerwonymi plamkami, osiągają do 10 cm długości.
OwoceZebrane w owocostan o kulistym kształcie i żłobionej powierzchni. Osiągają 10–15 cm średnicy.

## Zastosowanie
Nasiona tego gatunku mają smak podobny do gałki muszkatołowej i są używane jako przyprawa lub do produkcji różańców. Lokalnie gatunek ma także zastosowanie w medycynie niekonwencjonalnej.